# 氷頭せんべい
氷頭せんべい（ひずせんべい）は新潟県村上市の郷土料理。鮭の鼻先の軟骨を揚げた料理である。

## 概要
村上市は鮭漁が盛んであり、鮭の各部位を用いた「鮭料理」が発達している。
鮭の鼻先の軟骨は、透き通っていることから氷に例えられ、「氷頭」と呼ばれて、薄く切って生酢和え、軟らかく煮て鮭のすっぽん煮、寿司ネタにと利用されている。
氷頭せんべいは、やや厚めに切った氷頭に塩をして、片栗粉をまぶして揚げた料理である。氷頭せんべいを南蛮漬けにすることもある。